# Gretelise Holm
Gretelise Holm (född 1946) är en dansk författare och journalist. Hon har bott fem år i Zimbabwe och varit rektor för danska journalisthögskolan. Holm har gett ut barnböcker, fackböcker, debattböcker och deckare, men det är huvudsakligen deckarna som översatts till svenska. Huvudpersonen i de deckarna är journalisten Karin Sommer. Hennes debutroman "down syndromet" belönades med danska kriminalakademiens pris 1998.

## Böcker översatta till svenska
Kriminalromaner med Karin Sommer
- Paranoia (översättning Maj Sjöwall, Piratförlaget, 2002) (Paranoia)
- Ö-morden (översättning Maj Sjöwall, Piratförlaget, 2004) (Robinsonmordene)
- Krigsbarn (översättning Maj Sjöwall, Piratförlaget, 2005) (Under fuld bedøvelse)
- Ministermordet (översättning Maj Sjöwall, Piratförlaget, 2008) (Nedtælling til mord)

Övrigt
- Ett hjärta till Maria (översättning Meta Ottosson, Rabén & Sjögren, 1989) (Et hjerte til Maria) [ungdomsroman]